# College of Mount Saint Vincent
Le College of Mount Saint Vincent (Collège du Mont Saint-Vincent) est un college d'arts libéraux catholique de la ville de New York, situé dans le quartier de Riverdale, dans l'arrondissement du Bronx. Il fut fondé par les Sœurs de la charité de New York en 1847 sous le nom de Academy of Mount Saint Vincent (Académie du Mont Saint-Vincent). C'était alors un college réservé aux femmes. L'ancienne présidente des Philippines, Corazon Aquino, y a notamment fait ses études.
Son nom est directement lié à saint Vincent de Paul, prêtre français du XVIIe siècle qui travaillait avec les pauvres et qui fonda la première organisation des Dames de la Charité (Sisters of Charity en anglais). Le terme de mont tient quant à lui au fait que l'établissement fut construit sur le point le plus élevé de la Cinquième Avenue. Aujourd'hui, l'établissement est le fleuron des institutions placées sous la tutelle des Sisters of Charity of New York et son succès ne se dément pas à l'heure actuelle: au cours de la dernière décennie, sa taille a doublé. Il comptait 1 800 étudiants en 2018.
Le collège est aussi depuis 1859 la maison généralice de la congrégation des Sœurs de la charité de New York. 

## Étudiants célèbres
- Corazon Aquino,
- Wendy Craigg (en),
- Noreen Culhane (en),
- Gail Dinter-Gottlieb (en),
- Aline Griffith, Countess of Romanones (en),
- Bernard McGuirk (en),
- Miriam Naveira (en),
- Desus Nice (en),
- Eugene O'Neill,
- Ethel Soliven Timbol (en),